# Marjorie Clark
Marjorie Rees Clark (Bulwer, 6 novembre 1909 – 15 giugno 1993) è stata un'altista, ostacolista e velocista sudafricana.

## Biografia
Nel 1928 prese parte ai Giochi olimpici di Amsterdam piazzandosi al quinto posto nel salto in alto. Partecipò anche ai Giochi olimpici di Los Angeles 1932 dove conquistò la medaglia di bronzo negli 80 metri ostacoli e si piazzò in quinta posizione nei 100 metri piani e nel salto in alto.
Nel 1934 conquistò due medaglie d'oro (negli 80 metri ostacoli e nel salto in alto) durante la seconda edizione dei Giochi dell'Impero Britannico che si tennero a Londra.

## Palmarès
| Anno | Manifestazione                | Sede        | Evento            | Risultato     | Prestazione | Note                          |
| ---- | ----------------------------- | ----------- | ----------------- | ------------- | ----------- | ----------------------------- |
| 1928 | Giochi olimpici               | Amsterdam   | 100 metri         | elim. qualif. | 13"0        |                               |
| 1928 | Giochi olimpici               | Amsterdam   | Salto in alto     | 5ª            | 1,48 m      |                               |
| 1932 | Giochi olimpici               | Los Angeles | 100 metri         | 5ª            | 12"5        | Miglior prestazione personale |
| 1932 | Giochi olimpici               | Los Angeles | 80 metri ostacoli | Bronzo        | 11"8        |                               |
| 1932 | Giochi olimpici               | Los Angeles | Salto in alto     | 5ª            | 1,58 m      |                               |
| 1934 | Giochi dell'Impero Britannico | Londra      | 80 metri ostacoli | Oro           | 11"8        |                               |
| 1934 | Giochi dell'Impero Britannico | Londra      | Salto in alto     | Oro           | 1,60 m      | Miglior prestazione personale |